# Oskaloosa (Kansas)
Pour les articles homonymes, voir Oskaloosa.
La ville d’Oskaloosa est le siège du comté de Jefferson, dans l’État du Kansas, aux États-Unis. Située au nord de Lawrence, Oskaloosa fait partie de l’agglomération de Topeka. Lors du recensement de 2010, sa population s’élevait à 1 113 habitants.

## Source
- (en) Cet article est partiellement ou en totalité issu de l’article de Wikipédia en anglais intitulé « Oskaloosa, Kansas » (voir la liste des auteurs).